# Episodi de La casa nella prateria (seconda stagione)
La seconda stagione della serie televisiva La casa nella prateria è stata trasmessa dalla NBC dal 10 settembre 1975 al 31 marzo 1976, mentre in Italia è andata in onda sulle televisioni locali dal 1979.
Tra le novità della seconda stagione è da segnalare il matrimonio del signor Edwards.
| nº | Titolo originale                | Titolo italiano            | Prima TV USA      | Prima TV Italia  |
| -- | ------------------------------- | -------------------------- | ----------------- | ---------------- |
| 1  | The Richest Man in Walnut Grove | L'uomo più ricco           | 10 settembre 1975 | 14 dicembre 1979 |
| 2  | Four Eyes                       | Complesso di inferiorità   | 17 settembre 1975 | 4 dicembre 1979  |
| 3  | Ebenezer Sprague                | Il migliore amico di Laura | 24 settembre 1975 | 23 novembre 1979 |
| 4  | In the Big Inning               | La partita                 | 1º ottobre 1975   | 20 novembre 1979 |
| 5  | Haunted House                   | La casa abbandonata        | 8 ottobre 1975    | 11 novembre 1979 |
| 6  | The Spring Dance                | Danze di primavera         | 29 ottobre 1975   | 21 dicembre 1979 |
| 7  | Remember Me: Part 1             | Un caro ricordo - parte 1  | 5 novembre 1975   | 9 dicembre 1979  |
| 8  | Remember Me: Part 2             | Un caro ricordo - parte 2  | 12 novembre 1975  | 11 dicembre 1979 |
| 9  | The Camp-Out                    | Il campeggio               | 19 novembre 1975  | 7 novembre 1979  |
| 10 | At the End of the Rainbow       | Un sogno in frantumi       | 10 dicembre 1975  | 17 dicembre 1979 |
| 11 | The Gift                        | Il regalo                  | 17 dicembre 1975  | 25 novembre 1979 |
| 12 | His Father's Son                | Prova di coraggio          | 7 gennaio 1976    | 18 novembre 1979 |
| 13 | The Talking Machine             | La macchina parlante       | 14 gennaio 1976   | 2 dicembre 1979  |
| 14 | The Pride of Walnut Grove       | Un regalo per Mary         | 28 gennaio 1976   | 27 novembre 1979 |
| 15 | A Matter of Faith               | Disperato bisogno di aiuto | 4 febbraio 1976   | 4 novembre 1979  |
| 16 | The Runaway Caboose             | La folle corsa             | 11 febbraio 1976  | 30 novembre 1979 |
| 17 | Troublemaker                    | Il fomentatore             | 25 febbraio 1976  |                  |
| 18 | The Long Road Home              | La lunga strada di casa    | 3 marzo 1976      | 7 dicembre 1979  |
| 19 | For My Lady                     | A mia moglie               | 10 marzo 1976     | 23 dicembre 1979 |
| 20 | Centennial                      | Il centenario              | 17 marzo 1976     | 18 dicembre 1979 |
| 21 | Soldier's Return                | Il ritorno del soldato     | 24 marzo 1976     |                  |
| 22 | Going Home                      | Tornando alle origini      | 31 marzo 1976     |                  |

Cast regolare:

Michael Landon (Charles Ingalls)
Karen Grassle (Caroline Quiner Ingalls)
Melissa Gilbert (Laura Ingalls)
Melissa Sue Anderson (Mary Ingalls)
Lindsay e Sidney Greenbush (Carrie Ingalls)

## L'uomo più ricco
- Titolo originale: The Richest Man in Walnut Grove
- Diretto da: Michael Landon
- Scritto da: Michael Landon

### Trama
La famiglia Ingalls è in grosse difficoltà finanziarie, Charles non può essere pagato per il lavoro svolto dal signor Hanson perché una banca è fallita e intanto il debito nel negozio degli Oleson cresce. Sarà l'unione della famiglia e l'intraprendenza dell'uomo a farli uscire da questa situazione.
- Guest Star: Kelly Thordsen (Baker Makay), Queenie Smith (Sig.ra Whipple)

## Complesso di inferiorità
- Titolo originale: Four Eyes
- Diretto da: William F. Claxton
- Scritto da: B.W. Sandefur

### Trama
Mary ha uno strano calo di rendimento a scuola. I genitori dapprima immaginano che la causa sia un ragazzo, poi Charles si rende conto che si tratta di un problema di vista. Dopo la visita dall'oculista di città Mary indossa i suoi occhiali, ma Nellie la prende in giro di continuo dicendole che a causa degli occhiali non avrà mai un fidanzato, e per questo Mary li nasconde e dice di averli persi. Solo quando scopre che la maestra, nonostante gli occhiali, ha un bel fidanzato, capisce che il problema non esiste.
- Guest Star: Ford Rainey (Dr. Burke), Brian Richards (fidanzato di Miss Beadle)

## Il migliore amico di Laura
- Titolo originale: Ebenezer Sprague
- Diretto da: Victor French
- Scritto da: Ray Goldrup (soggetto); Ray Goldrup, John Hawkins e B. W. Sandefur (sceneggiatura)

### Trama
Arriva in città Mr Sprague, il nuovo banchiere, che fin dall'inizio risulta piuttosto scostante. Charles vorrebbe chiedere un prestito, che gli viene però negato. Quando Laura va a pescare conosce l'uomo, senza sapere chi è, e i due diventano molto amici. Quando il banchiere scopre che Laura è la figlia di Charles, accusa la famiglia di aver usato la bambina per estorcergli dei favori personali, provocando nella bambina una grande tristezza. L'indomani Charles si reca in banca per parlargli, ed in seguito a questo duro confronto verbale il Sig. Sprague decide di "redimersi" donando i libri di testo per tutta la scuola, riconquistando così l'affetto di Laura e meritandosi la fiducia di tutta la famiglia. 
- Guest Star: Ted Gehring (Ebenezer Sprague)

## La partita
- Titolo originale: In the Big Inning
- Diretto da: William F. Claxton
- Scritto da: B.W. Sandefur

### Trama
Ogni anno Walnut Grove sfida la vicina cittadina ad una partita di baseball e normalmente...perde. Ma le cose andranno forse diversamente perché hanno scoperto che il signor Mumford è un lanciatore fortissimo. Sua moglie tuttavia gli impedisce di giocare, a causa delle scommesse d'azzardo che girano intorno alla partita. Ci penserà Caroline a risolvere la questione, consigliando che i proventi delle scommesse vadano alla chiesa. Ma la partita presenterà qualche sorpresa.
- Guest Star: Karl Lukas (Jebediah Mumford), June Dayton (Margaret Mumford), Gregory Walcott (Slick McBurney)

## La casa abbandonata
- Titolo originale: Haunted House
- Diretto da: Victor French
- Scritto da: Joseph Bonaduce (soggetto); Gerry Day (sceneggiatura)

### Trama
I bambini giocano intorno ad una casa lugubre in cui vive il signor Pike, solitario e piuttosto poco propenso ai contatti umani. Laura ovviamente accetta la sfida degli altri bambini ed entra nella casa ma scopre un'altra realtà: il signor Pike è un uomo triste e solo che sta aspettando il ritorno della moglie. Quando Laura scopre che in realtà la moglie è morta anni prima, aiuta l'uomo a trovare finalmente pace.
- Guest Star: John Anderson (Amos Pike), Steffen Zacharias (Jamie Dent), Lisa Lyon (Lilly Baldwin)

## Danze di primavera
- Titolo originale: The Spring Dance
- Diretto da: William F. Claxton
- Scritto da: Gerry Day

### Trama
Laura è delusa, perché tutti i suoi compagni hanno ricevuto un invito per la festa di primavera, tranne lei, Nellie e Willie; anche Grace è contrariata, perché vorrebbe parteciparvi con Isaiah, ma questi non la invita. Laura cerca di far capire ad un ragazzo, di nome Henry, che a lei piacerebbe molto farsi invitare. Sua madre consiglia a lei e a Grace di farli ingelosire, ma poi ritorna sui suoi passi quando Charles le ricorda che quella stessa strategia non aveva funzionato con lui molti anni prima, e fa notare che talvolta non sono i ragazzi a farsi avanti per primi; alla fine Laura e Grace partecipano quindi al ballo, rispettivamente con Henry e Isaiah.
- Guest Star: Clay O'Brien (Henry)

## Un caro ricordo
- Titolo originale: Remember Me
- Diretto da: Michael Landon
- Scritto da: Michael Landon

### Trama
Episodio in due parti:
Parte 1: Julia Sanderson, una vedova amica della famiglia Ingalls, capisce che non ha molto da vivere e chiede a Charles di occuparsi dell'adozione dei suoi tre bambini.
Parte 2: Dopo la morte della donna non è facile trovare una famiglia disposta a prendere tre ragazzini. L'unica soluzione sarebbe quella di separarli, a meno che il signor Edwards, che si è molto affezionato ai ragazzi, non trovi il coraggio di chiedere a Grace di sposarlo e di adottare i tre.
- Guest Star: Patricia Neal (Julia Sanderson), Radames Pera (John Sanderson), Brian Part (Carl Sanderson), Kyle Richards (Alicia Sanderson), Irene Tedrow (Minerva Farnsworth)

## Il campeggio
- Titolo originale: The Camp-Out
- Diretto da: Gerry Day
- Scritto da: William F. Claxton

### Trama
La maestra Beadle assegna ai ragazzi il compito di trovare tante foglie diverse in campagna e alla fine la più bella sarà premiata. Laura e Mary sono contente, dato che stanno per andare a fare un pic-nic con tutta la famiglia vicino al fiume, ma Nellie è invidiosa e chiede alla madre di poter avere le stesse possibilità delle sorelle Ingalls: l'intera famiglia Oleson si unirà così alla loro gita, dando luogo a situazioni grottesche, tra servizi da tè caricati in spalla, cadute nel fiume e piante urticanti.

## Un sogno in frantumi
- Titolo originale: At the End of the Rainbow
- Diretto da: Michael Landon
- Scritto da: Arthur Heinemann

### Trama
Laura e il suo amico Jonah rimangono affascinati dai racconti dei cercatori d'oro sentiti a scuola. Mentre pescano scoprono che sul fondo del fiume c'è della sabbia che brilla come l'oro. La circospezione e la segretezza a cui devono fare ricorso fa loro comprendere meglio l'origine dei duri racconti riguardo alla ricerca dell'oro. Le loro speranze verranno deluse, ma la loro tenacia, seppure inutile, suscita orgoglio per la figlia da parte di Charles.
- Guest Star: Shane Sinutko (Jonah), Ted Gehring (Ebenezer Sprague)

## Il regalo
- Titolo originale: The Gift
- Diretto da: William F. Claxton
- Scritto da: Rocci Chatfield

### Trama
È il compleanno del Reverendo: i bambini vogliono fare un regalo coi soldi raccolti. Laura e Mary hanno il compito di acquistare una nuova Bibbia, ma Laura ha la poco felice idea di usare i soldi per comperare delle medicine che dovrebbero curare qualsiasi male, per poi rivenderle a prezzo maggiorato: coi proventi della vendita riuscirebbero così a comprare un regalo molto più costoso. Le cose però non vanno come speravano e le bambine non hanno più né Bibbia né soldi. Non rimane loro che dire la verità.
- Guest Star: Lurene Tuttle

## Prova di coraggio
- Titolo originale: His Father's Son
- Diretto da: Michael Landon
- Scritto da: Michael Landon

### Trama
Mr. Edwards e John Jr. si sentono estranei. Isaiah porta il ragazzo a caccia per trovare un punto d'incontro, non tenendo conto del desiderio del figlio di diventare poeta. Il ragazzo gli consegna una lettera in cui gli spiega le sue vere intenzioni, ma Isaiah sembra non tenerne conto. Dopo un brutto incidente, Grace trova la lettera e spiega a John il vero motivo per cui le sue richieste non sono state considerate: l'uomo non sa leggere.
- Guest Star: E.J. André (venditore di fucili)

## La macchina parlante
- Titolo originale: The Talking Machine
- Diretto da: Victor French
- Scritto da: Harold Swanton

### Trama
All'emporio arriva una strana macchina che registra le voci. Laura e Nellie sono innamorate dello stesso ragazzo il quale è affascinato dalle invenzioni tecnologiche. Nellie utilizza la macchina parlante per registrare di nascosto Laura mentre le esprime i suoi sentimenti per Jason. Il giorno dopo a scuola fa ascoltare la dichiarazione d'amore per il ragazzo davanti a tutta la classe e Laura scappa da scuola. Il giorno seguente, in classe, il ragazzo approfittando di un messaggio d'amore scritto da qualcuno sulla lavagna, svela i suoi sentimenti: anche lui è innamorato di Laura.
- Guest Star: George Furth (Hannibal Godfrey), Eric Shea (Jason)

## Un regalo per Mary
- Titolo originale: The Pride of Walnut Grove
- Diretto da: William F. Claxton
- Scritto da: Arthur Heinemann

### Trama
Mary vuole partecipare a un concorso di matematica indetto dallo Stato; la famiglia non può però sostenere le spese per il viaggio e così Walnut Grove raccoglie una somma che permetterà alla ragazza di rappresentare la cittadina nella gara. Mary arriva seconda e crede di aver deluso tutti, invece i compaesani le dimostrano orgoglio ed apprezzamento. Laura nel frattempo, in assenza della madre e della sorella, si adopera per dimostrare a sé stessa ed al padre di essere all'altezza di sostituirle nelle faccende di casa.
- Guest Star: John Howard (Hiram Potter)

## Disperato bisogno di aiuto
- Titolo originale: A Matter of Faith
- Diretto da: William F. Claxton
- Scritto da: B.W. Sandefur

### Trama
Un banale graffio con un fil di ferro arrugginito rischia di avere esiti disastrosi per Caroline, rimasta per qualche giorno sola in casa, mentre il resto della famiglia è in viaggio. Per poco non perde la gamba e non muore, salvandosi per miracolo.

## La folle corsa
- Titolo originale: The Runaway Caboose
- Diretto da: William F. Claxton
- Scritto da: Ernie Durham (soggetto); John Hawkins e Ernie Durham (sceneggiatura)

### Trama
Laura, Mary e Carl Edwards si ritrovano a giocare su un vagone del treno. Questo parte e rimane senza controllo. E dall'altra parte arriva un treno.
- Guest Star: Seàn McClory (Sandy Nelson), Don Collier (Schultz)

## Il fomentatore
- Titolo originale: Troublemaker
- Diretto da: Victor French
- Scritto da: John Hawkins

### Trama
L'insegnante della scuola di Walnut Grove viene accusata di non essere in grado di gestire i ragazzi più grandi; viene sostituita da un maestro che prende subito in antipatia Laura. I ragazzi più grandi mettono in atto diverse azioni di disturbo che ricadono sempre sulla piccola Ingalls. Charles scoprirà i metodi del maestro ed anche un suo passato non troppo pulito.
- Guest Star: Richard Basehart (Hannibal Applewood), Cooper Huckabee (uno degli scolari)

## La lunga strada di casa
- Titolo originale: The Long Road Home
- Diretto da: Michael Landon
- Scritto da: John Hawkins

### Trama
Dopo essere stati costretti a vendere i loro raccolti ad un prezzo irrisorio, Charles ed Isaiah partono per un lavoro pericoloso per le ferrovie: devono trasportare esplosivo.
- Guest Star: Louis Gossett Jr. (Henry Hill), Richard Jaeckel (Murphy), Larry Golden (Bodeen), Bill Quinn (James Frazer), Guy Raymond (capotreno), John Mitchum (Sam Benson), Judson Pratt (Sam Wallace), Frank Ferguson (Calder)

## A mia moglie
- Titolo originale: For My Lady
- Diretto da: William F. Claxton
- Scritto da: B.W. Sandefur

### Trama
Charles accetta di fare, segretamente, dei lavori extra presso una giovane vedova per poter fare un regalo alla moglie Caroline. La donna, date alcune bugie raccontatele dal marito e le immancabili interferenze della signora Oleson, inizia a credere che si sia invaghito della vedova. Fortunatamente tutto verrà chiarito e l'amore tra Charles e Caroline trionferà.
- Guest Star: Mariette Hartley (Elizabeth Thurmond)

## Il centenario
- Titolo originale: Centennial
- Diretto da: William F. Claxton
- Scritto da: John Hawkins

### Trama
Un immigrato russo giunto da poco a Walnut Grove scopre che a causa della sua incompetenza deve abbandonare casa e terreno, su cui gravano sette anni di tasse non pagate. Nonostante tutto è convinto che l'America sia la terra della "seconda possibilità". Il tutto accade durante i preparativi per l'Independence Day.
- Guest Star: Theodore Bikel (Yuli Pyatakov), Lisa Pera (Fanya Pyatakov), Ike Eisenmann (Viktor Pyatakov), Kelly Thordsen (Baker Makay), William Schallert (Snell)

## Il ritorno del soldato
- Titolo originale: Soldier's Return
- Diretto da: William F. Claxton
- Scritto da: B.W. Sandefur

### Trama
Il figlio della sarta di Walnut Grove torna dal fronte, è piuttosto malconcio e fa uso di morfina per attenuare i dolori causati dalle ferite di guerra. Mary si affeziona subito all'uomo che a sua volta la prende come aiutante per le sue lezioni di musica. Ma il dolore è troppo forte per riuscire a imbastire dei rapporti.
- Guest Star: Richard Mulligan (Granville Whipple), Queenie Smith (Mrs. Whipple), Michael-James Wixted (Roy Jr.), Kelly Jean Peters (Vera Collins)

## Tornando alle origini
- Titolo originale: Going Home
- Diretto da: Michael Landon
- Scritto da: Michael Landon

### Trama
In seguito ad ingenti danni alla casa e al raccolto causati da un tornado, Charles prende la decisione di vendere tutto ed andare via da Walnut Grove. Mentre Mary e John si scambiano il primo bacio, arriva una coppia di anziani che vuole acquistare la fattoria, rivelando di essere i vecchi proprietari che molti anni prima avevano deciso, come Charles, di abbandonare tutto.
- Guest Star: E.J. André (Matthew Simms), Lurene Tuttle (Anna Simms)